# Mancomunidad del Guadajoz Campiña Este de Córdoba
La Mancomunidad del Guadajoz Campiña Este de Córdoba es una comarca de la provincia de Córdoba situada entre las sierras Subbéticas y la campiña del Guadalquivir.
Zona principalmente agrícola donde el cultivo del olivo y la producción del aceite le ha hecho merecedora de la denominación de origen Aceite de Baena. Este municipio junto a otros como Castro del Río o Espejo conforman una comarca que es regada por el río Guadajoz y cuya principal vía de comunicación es la nacional 432 que une Córdoba capital con Granada. En proyecto su conversión a autovía.

## Municipios
| # | Escudo | Nombre                                              | Población (2020) | Superficie (km²) | Densidad de población |
| - | ------ | --------------------------------------------------- | ---------------- | ---------------- | --------------------- |
| 1 |        | Baena                                               | 19.045           | 362,51           | 52,53                 |
| 2 |        | Castro del Río                                      | 7.767            | 219,92           | 35,31                 |
| 3 |        | Espejo                                              | 3.289            | 56,64            | 58,06                 |
| 4 |        | Nueva Carteya                                       | 5.341            | 69,18            | 77,20                 |
| 5 |        | Valenzuela                                          | 1.118            | 19               | 58,84                 |
|   | Total  | Mancomunidad del Guadajoz y Campiña Este de Córdoba | 36.560           | 727,25           | 50,27                 |

## Fronteras
Limita con:
- La comarca del Alto Guadalquivir y Córdoba al norte.
- La comarca Subbética al sur.
- La comarca de la Campiña Sur al oeste.
- La provincia de Jaén al este.